# رام کردن زن سرکش (فیلم ۱۹۶۷)
رام کردن زن سرکش (ایتالیایی: La Bisbetica domata) فیلمی در ژانر کمدی رمانتیک به کارگردانی فرانکو زفیرلی است که در سال ۱۹۶۷ منتشر شد.

## خلاصه داستان
باپتیستا مینولا (مایکل هوردرن) قصد دارد دو دخترش را عروس کند، اما می‌خواهد ابتدا دختر بزرگش کاترینا (الیزابت تیلور) ازدواج کند و سپس دختر کوچک‌تر بینکا (ناتاشا پاین) عروس شود. کاترینا سرکش است و از مردان بیزار؛ تا این‌که مردی به نام پتروچیو (ریچارد برتون) تصمیم می‌گیرد با او ازدواج کند….

## بازیگران
- الیزابت تیلور
- ریچارد برتون
- مایکل هوردرن
- آلن وب
- مایکل یورک
- ورنون دوبتچف
- لیانا دل بالتسو
- والنتینو ماکی